# Полюхович, Юрий Юрьевич
Юрий Юрьевич Полюхович (укр. Юрій Юрійович Полюхович; род. 1 ноября 1980, Костополь, Ровненская область, Украинская ССР, СССР) — украинский дипломат, учёный-майянист, историк, общественно-политический деятель, кандидат исторических наук. С 23 декабря 2022 года — Чрезвычайный и Полномочный Посол Украины в Республике Перу. С 20 июня 2023 года — Чрезвычайный и Полномочный Посол Украины в Колумбии (по совместительству). С 5 июля 2023 года — Чрезвычайный и Полномочный Посол Украины в Эквадоре (по совместительству). Почетный Академик Латиноамериканской академии военной истории (с 2024).
Исполняющий обязанности министра образования и науки Украины с 10 по 25 марта 2020 года.

## Биография
Юрий Полюхович родился 1 ноября 1980 года в городе Костополь Ровенской области Украины.
Закончил национальный университет «Киево-Могилянская академия» и получил степень магистра истории (2003), аспирантуру Киевского национального университета имени Тараса Шевченко (2012). Автор кандидатской диссертации «Политико-династическая история государства майя Баакаль по материалам корпуса эпиграфических источников Паленке (Лакамха)».
Свободно владеет английским, испанским и классическим чольти (язык иероглифической письменности майя).
С 23 декабря 2022 года — Чрезвычайный и Полномочный Посол Украины в Республике Перу.
С 20 июня 2023 года — Чрезвычайный и Полномочный Посол Украины в Республике Колумбия (по совместительству).
С 5 июля 2023 года — Чрезвычайный и Полномочный Посол Украины в Республике Эквадор (по совместительству).

### Общественная деятельность
С 2014 по 2016 год был советником Министра образования и науки Украины на общественных началах. С 2017 года возглавляет общественную организацию «Украинский научно-исследовательский фонд». 11 сентября 2019 года назначен на должность заместителя Министра образования и науки Украины. С 10 по 25 марта 2020 года — исполняющий обязанности министра образования и науки Украины.

### Научная деятельность
Автор более 40 научных публикаций.
В свои неполные 20 лет он впервые дешифровал иероглиф майя — алай, который не поняли другие ученые.
Представитель Украины в Европейской ассоциации исследователей культуры майя WAYEB.
В 2014—2016 годах был научным сотрудником (постдокторантура) Университета штата Калифорния в Чико (США). Работал в Национальном институте антропологии и истории (Мексика).
Заместитель редактора научного журнала «Glyph Dwellers» (США).